# All We Got
All We Got is een nummer van de Duitse dj Robin Schulz uit 2020, ingezongen door de Zweedse zangeres Kiddo.
Op het nummer zingt Kiddo dat het leven veel van haar vraagt, maar aan het eind concludeert ze ook dat verandering bij jezelf begint. Het refrein en de bridge worden gekozen door een kinderkoor. "All We Got" werd in diverse Europese landen een hit. Zo haalde het de 5e positie in Schulz' thuisland Duitsland. In de Nederlandse Top 40 was de plaat succesvoller met een 4e positie, terwijl het in de Vlaamse Ultratop 50 weer iets minder succesvol was met een 12e positie. In 2021 stond het nummer op de tweede plek in de Dance 15 van The X Vibe, een jaarlijkse hitlijst met de populairste dancenummers van het jaar.